# Карстэрс, Вильям
Вильям Карстэрс (англ. William Carstares; 1649—1715) — шотландский богослов.
Секретарь короля Вильгельма III. После долгого пребывания в Голландии, где он успел заслужить благоволение принца Оранского, Карстэрс вернулся на родину, вызвал здесь подозрения и был обвинён в участии в райгоузском заговоре 1683 года (Заговор Ржаного дома). Подвергнутый пытке, Карстэрс не дал никаких показаний и скоро был освобожден. После революции 1688 Карстэрс снова поселился в Англии. В 1704 был назначен профессором богословия Эдинбургского университета, затем его ректором. Его влияние способствовало укреплению связей между Шотландией и Англией. Его переписка и биография изданы в Эдинбурге под заглавием «State papers and letters addressed to William Carstares» (1774).